# Tomești (okręg Hunedoara)
Tomești – wieś w Rumunii, w okręgu Hunedoara, w gminie Tomești. W 2011 roku liczyła 148 mieszkańców.